# Cantonul Ville-sur-Tourbe
Cantonul Ville-sur-Tourbe este un canton din arondismentul Sainte-Menehould, departamentul Marne, regiunea Champagne-Ardenne, Franța.

## Comune
| Comune                          | Populație (1999) | Cod poștal | Cod INSEE |
| ------------------------------- | ---------------- | ---------- | --------- |
| Berzieux                        | 83               | 51800      | 51053     |
| Binarville                      | 124              | 51800      | 51062     |
| Cernay-en-Dormois               | 126              | 51800      | 51104     |
| Fontaine-en-Dormois             | 21               | 51800      | 51255     |
| Gratreuil                       | 34               | 51800      | 51280     |
| Malmy                           | 34               | 51800      | 51341     |
| Massiges                        | 55               | 51800      | 51355     |
| Minaucourt-le-Mesnil-lès-Hurlus | 67               | 51800      | 51368     |
| Rouvroy-Ripont                  | 2                | 51800      | 51470     |
| Saint-Thomas-en-Argonne         | 51               | 51800      | 51519     |
| Servon-Melzicourt               | 114              | 51800      | 51533     |
| Sommepy-Tahure                  | 539              | 51600      | 51544     |
| Vienne-la-Ville                 | 176              | 51800      | 51620     |
| Vienne-le-Château               | 625              | 51800      | 51621     |
| Ville-sur-Tourbe                | 187              | 51800      | 51640     |
| Virginy                         | 79               | 51800      | 51646     |
| Wargemoulin-Hurlus              | 43               | 51800      | 51659     |